# La mordidita
«La mordidita» es una canción interpretada por el cantante puertorriqueño Ricky Martin, incluida en su décimo álbum A quien quiera escuchar (2015). Fue lanzado el 10 de febrero de 2015 como el tercer sencillo del disco.

## Vídeo musical
El vídeo musical para "La Mordidita" fue lanzado en Vevo en 12 de junio de 2015.
Actualmente el vídeo supera las mil millones de visualizaciones en YouTube.

## Lista de canciones
| Digital download |                                   |          |  |
| N.º              | Título                            | Duración |  |
| 1.               | «La Mordidita» (featuring Yotuel) | 3:31     |  |

| Digital single |                                                     |          |  |
| N.º            | Título                                              | Duración |  |
| 1.             | «La Mordidita» (Brian Cross Remix featuring Yotuel) | 3:34     |  |

| Digital single |                                                      |          |  |
| N.º            | Título                                               | Duración |  |
| 1.             | «La Mordidita» (Urban Remix featuring Zion & Lennox) | 3:51     |  |

## Certificaciones
| País   | Organismo certificador | Certificación | Ventas certificadas | Ref.  |
| ------ | ---------------------- | ------------- | ------------------- | ----- |
| México | AMPROFON               | 3× Platino    | 180 000             | [ 2 ] |

## Historial de lanzamiento
| País           | Fecha               | Formato                              | Discográfica     | Ref.  |
| -------------- | ------------------- | ------------------------------------ | ---------------- | ----- |
| Estados Unidos | 2 de junio de 2015  | Descarga digital (Brian Cross Remix) | Sony Music Latin | [ 3 ] |
| Estados Unidos | 16 de julio de 2015 | Descarga digital (Urban Remix)       | Sony Music Latin | [ 3 ] |